# Callyna cupricolor
Callyna cupricolor är en fjärilsart som beskrevs av George Francis Hampson 1902. Callyna cupricolor ingår i släktet Callyna och familjen nattflyn. Inga underarter finns listade i Catalogue of Life.